# جي-كود
جي-كود (بالانجليزية G-code)، كما يطلق عليه RS-274، هي لغة البرمجة الأكثر استخدامًا في التحكم العددي بالحاسوب (CNC) والطباعة ثلاثية الأبعاد. يُستَخدم عادةً في التصنيع المعتمد على الكمبيوتر للتحكم في الأدوات الآلية الميكانيكية، وأيضًا في تطبيقات تقطيع الطابعات ثلاثية الأبعاد. يرمز الحرف G إلى Geometry. يوجد في جي-كود العديد من المتغيرات البرمجية.
يتم إعطاء تعليمات G-code إلى وحدة تحكم الآلة (الكمبيوتر الصناعي) لتوجيه المحركات حول مكان التحرك، والسرعة المطلوبة، والمسار الذي يجب اتباعه. الحالتان الأكثر شيوعًا هما أنه داخل أداة ما مثل المخرطة أو ماكينة التفريز ، يتم تحريك أداة القطع وفقًا لهذه التعليمات عبر مسار الأداة المواد العمل النهائية أو يتم غير النهائية بدقة في أي من المحاور التسعة  حول الأبعاد الثلاثة بالنسبة لمسار الأداة، ويمكن لأي منهما أو لكليهما التحرك بالنسبة لبعضهما البعض. يمتد نفس المفهوم أيضًا إلى الأدوات غير القاطعة مثل أدوات التشكيل أو التلميع ، والرسم الضوئي ، والطرق الإضافية مثل الطباعة ثلاثية الأبعاد، وأدوات القياس.